# Port-Bouët
Pour les articles homonymes, voir Bouet.
Ne doit pas être confondu avec Port de Bouet.
Port-Bouët est l'une des dix communes de la ville d'Abidjan, en Côte d'Ivoire, étalée tout le long du littoral sur une dizaine de kilomètres au-delà du canal de Vridi. Elle comprend entre autres le quartier d'Adjouffou, de Derrière Wharf, Gonzague, Vridi, les villages d'Abouabou, de Mafiblé, d'Adjahui-Coubé et d'Amangoua-Koi... Elle abrite l'aéroport international Félix Houphouët-Boigny, l'abattoir district d'Abidjan fondé en 1952 et le port autonome d'Abidjan (P.A.A) . En 2021, sa population est estimée à 618 795 habitants.

## Histoire

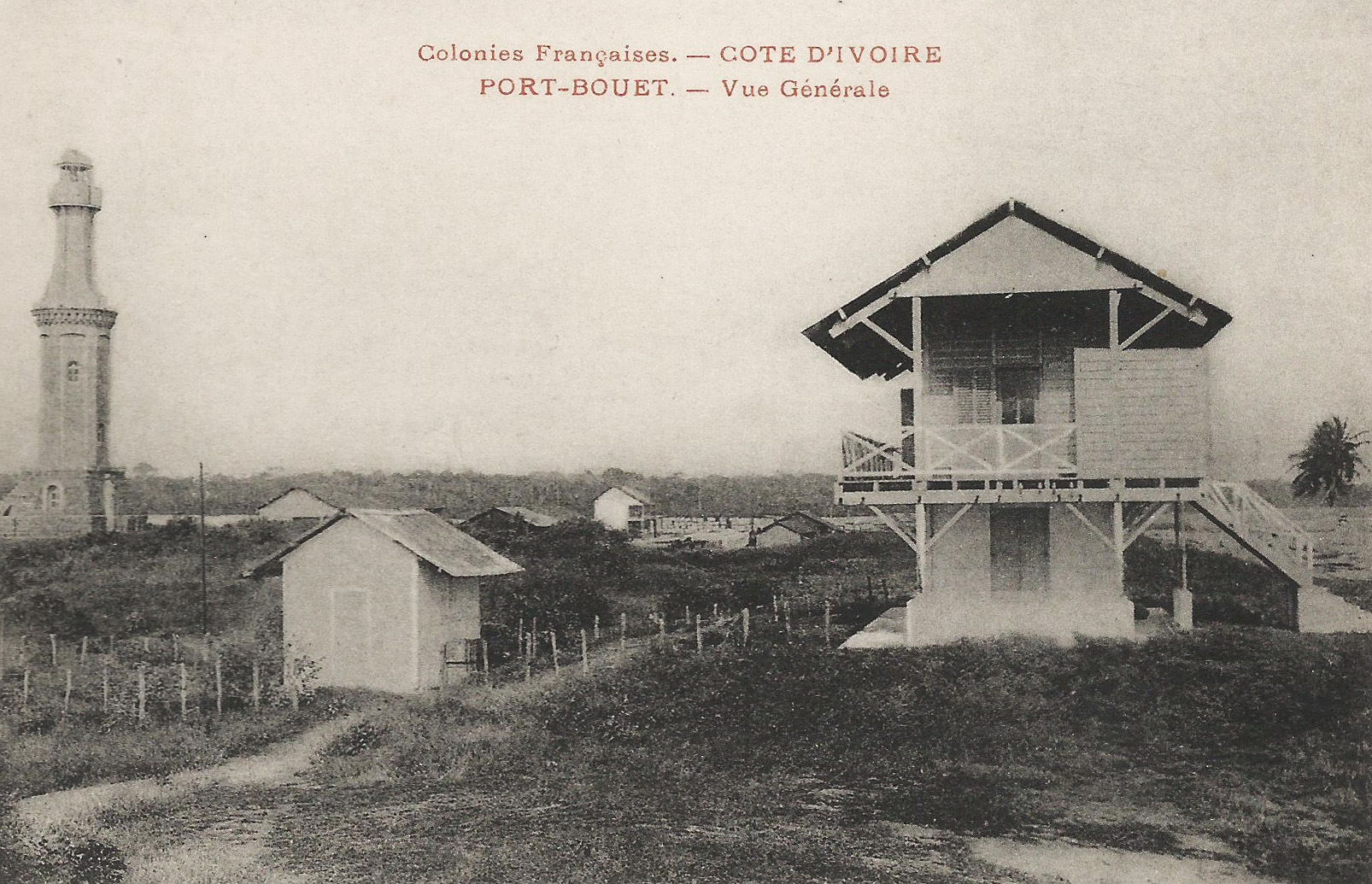
Vue générale de Port-Bouët au début du XXe siècle.

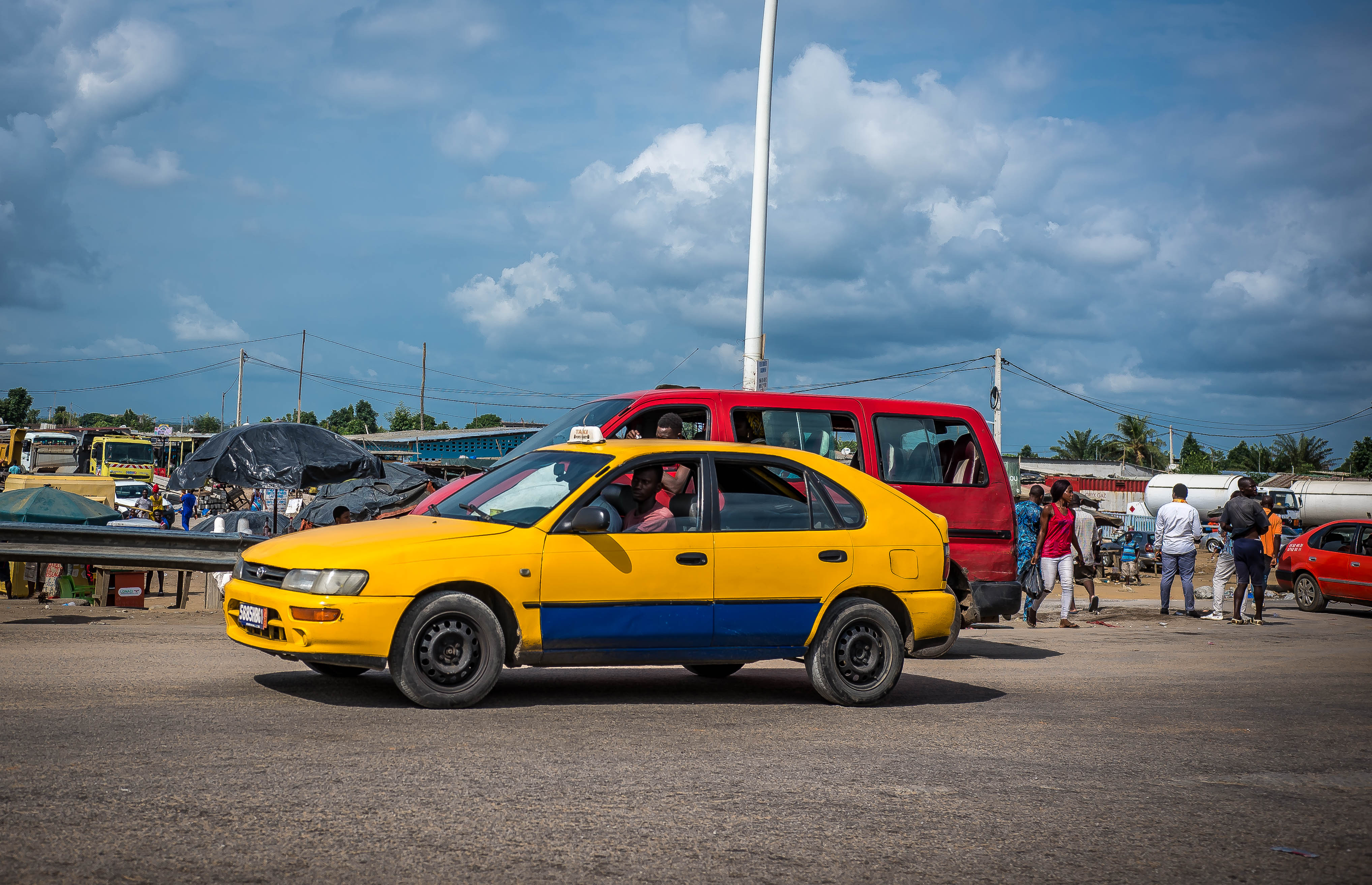
Wôrô wôrô de Port-Bouët.

La commune de Port-Bouët porte le nom du commandant Bouët-Willaumez qui, en 1837, est chargé par le roi de France de conclure des traités de commerce et de protection avec des chefs côtiers.
C'est en fait seulement vers 1930 que Port-Bouët commence à être habité. La construction du wharf attire à ce moment toute une activité de manutention des marchandises. Le célèbre phare de Port-Bouët qui balaie la mer sur un rayon de milles marins est construit à cette époque.
La deuxième étape du développement de cette commune est la création du port en 1950. Usines et entrepôts se multiplient ensuite à Vridi qui devient la principale zone d'emplois d'Abidjan. C'est à cette époque qu'une partie de la population de Port-Bouët est déplacée dans la commune de Yopougon. Elle y fonde le quartier appelé Port-Bouët 2.
La commune abrite, jusqu’en 2009, le 43e bataillon d'infanterie de marine (précédemment 4e bataillon d'infanterie de marine et 4e régiment interarmes d'outre-mer). La présence de la France se poursuit dans le cadre de l'opération Licorne jusqu'à la création en janvier 2015 des forces françaises en Côte d'Ivoire et le retour du 43e bataillon d'infanterie de marine.
Réélue à l'élection municipale de mars 2001, le maire de la commune est, pendant plus de 20 ans, Hortense Aka-Anghui, ancienne ministre de la Promotion de la femme, décédée en 2017. Depuis 2019, le maire est Sylvestre Emmou. Il est réélu en septembre 2023. Il est également élu député de cette commune en 2021 avec Adja Alain.

## Pharmacies
La commune de Port-Bouët compte environ quinze (15) pharmacies.
- Pharmacie AKWABA
- Pharmacie ATLANTIQUE
- Pharmacie BALNEAIRE
- Pharmacie BETHEL
- Pharmacie DE L'OCEAN
- Pharmacie DE LA BALTIQUE
- Pharmacie DE PORT-BOUET
- Pharmacie DES ENTREPRISES
- Pharmacie DJIGUI
- Pharmacie MALON
- Pharmacie VRIDI PALM-BEACH
- Pharmacie VRIDI-SIR
- Pharmacie VRIDI-VILLAGE
- Pharmacie WHARF SARL
- Pharmacie DU PHARE

## Commissariats
La commune bénéfice de plusieurs commissariats
- Commissariat du 5e arrondissement
- Commissariat du 24e arrondissement
- Commissariat du 33e arrondissement
- Commissariat du 42e arrondissement

## Personnalités liées à la ville
- Azata Soro y est née
- Siandou Fofana, homme politique
- Hortense Aka-Anghui, femme politique